# Outeiro da Cortiçada
Outeiro da Cortiçada est une freguesia portugaise située dans le District de Santarém.
Avec une superficie de 14,53 km2 et une population de 920 habitants (2001), la paroisse possède une densité de 57,1 hab/km2.